# Phố cổ Bratislava
Phố cổ Bratislava (tiếng Slovakia: Bratislava-Staré Mesto hoặc Staré Mesto) là khu định cư có từ thời Trung cổ ở trung tâm thủ đô Bratislava của Slovakia. Phố cổ Bratislava là nơi có nhiều di tích lịch sử, nhà hàng, phòng trưng bày, đại sứ quán và các cơ quan chính phủ. Đây cũng chính là một trong những địa danh được du khách ghé thăm nhiều nhất mỗi khi có dịp đến thủ đô Bratislava.

## Địa danh
Dưới đây liệt kê một số di tích lịch sử đáng chú ý ở Phố cổ Bratislava:
- Cung điện Grasalkovich
- Cung điện Erdődy
- Cung điện Mirbach
- Cung điện Pálfi
- Cung điện Zichi
- Cung điện Esterházy
- Nhà thờ Thánh Martin
- Nhà hát Quốc gia Slovakia
- Cổng Michalská
- Quảng trường SNP (Námestie SNP)
- Quảng trường chính (Hlavné námestie)
- Quảng trường Hviezdoslav (Hviezdoslavovo námestie)
- Quảng trường Đá (Kamenné námestie)
- Tòa thị chính cổ
- Lâu đài Bratislava
- Đài tưởng niệm Slavín

## Thị trưởng
- 1990 - 1994 – Miloslava Zemková
- 1994 - 1998 – Andrej Ďurkovský
- 1998 - 2002 – Andrej Ďurkovský
- 2002 - 2006 – Peter Čiernik
- 2006 - 2010 – Andrej Petrek
- 2010 - 2014 – Tatiana Rosová
- 2014 - 2018 – Radoslav Števčík
- Từ năm 2018 – Zuzana Aufrichtová